# Pan Twardowski (balet)
Pan Twardowski – balet Ludomira Różyckiego z 1921. Libretto, oparte na motywach powieści Mistrz Twardowski Józefa Ignacego Kraszewskiego, opracowała żona kompozytora.
Balet składa się z 9 obrazów:
- Diabeł ukazuje się Twardowskiemu w jego pracowni.
- Ponad dachami Krakowa Twardowski, w otoczeniu czartów, pojawia się na kogucie.
- W kopalni srebra w Olkuszu - taniec wiślanek, górników, królowej podziemi i jej świty.
- Na krakowskich Krzemionkach Twardowski pośród piekielnych tańców wiedźm i czartów podpisuje cyrograf na własną duszę.
- Na krakowskim Rynku Twardowski demonstruje swoje czarnoksięskie sztuczki, scenę kończy wspólny taniec.
- W królewskich komnatach na Wawelu na prośbę Zygmunta Augusta Twardowski wywołuje ducha zmarłej żony króla, Barbary Radziwiłłówny.
- Akcja przenosi się do egzotycznego kraju, diabeł pomaga Twardowskiemu zdobyć miłość wschodniej księżniczki.
- Przed karczmą Rzym, podstępnie zwabiony, Twardowski zostaje porwany przez diabła.
- W scenerii gwiezdnego nieba, na Księżycu zawisł Twardowski. Ocalał dlatego, że porywającemu go biesowi zanucił pieśń kościelną.